# BN-paire
En mathématiques, une BN-paire, ou (B, N)-paire, est une structure sur groupes de type de Lie qui permet de donner des preuves uniformes de nombreux résultats, au lieu de donner un grand nombre de preuves au cas par cas. En gros, cela montre que tous ces groupes sont similaires au groupe général linéaire sur un corps. Ils ont été introduits par le mathématicien Jacques Tits, et sont aussi parfois connus sous le nom de systèmes de Tits.

## Définition
Une BN-paire est un couple de sous-groupes B et N d'un groupe G tel que les propriétés suivantes sont satisfaites :
- G est engendré par B et N ;
- l'intersection T de B et N est un sous-groupe normal de N ;
- le groupe W = N/T est engendré par un ensemble S d'éléments d'ordre 2 tel que :
  - si s est un élément de S et w est un élément de W alors sBw est contenu dans l'union de BswB et BwB ;
  - aucun élément de S ne normalise B.

L'ensemble S est uniquement déterminé par B et N et le couple (W, S) est un système de Coxeter.

### Terminologie
Les BN-paires sont étroitement liées aux groupes réductifs et la terminologie tend à se confondre dans les deux domaines. La taille de S s'appelle le rang. On appelle :
- B le sous-groupe de Borel (standard),
- T le sous-groupe de Cartan (standard), et
- W le groupe de Weyl.

Un sous-groupe de G est appelé
- parabolique s'il contient un conjugué de B ;
- parabolique standard si, en fait, il contient B lui-même ;
- un Borel (ou parabolique minimal) si c'est un conjugué de B.

## Exemples
Des exemples abstraits de BN-paires proviennent de certaines actions de groupe.
- On suppose que G est un groupe de permutation doublement transitif sur un ensemble E contenant plus de 2 éléments. Soit B le sous-groupe de G des éléments qui fixent un point x, et soit N le sous-groupe des éléments qui fixent ou échangent deux points x et y. Le sous-groupe T est alors l'ensemble des éléments qui fixent à la fois x et y, et W est d'ordre 2 et son élément non trivial est représenté par tout élément qui échange x et y.
- Inversement, si G admet une BN-paire de rang 1, alors l'action de G sur les classes à gauche de B est doublement transitive. Ainsi, une BN-paire de rang 1 est essentiellement une action doublement transitive sur des ensembles à plus de 2 éléments.

Des exemples plus concrets de BN-paires peuvent se trouver dans les groupes réductifs.
- Soit G est le groupe linéaire général GLn(K) sur un corps K. On prend pour B le groupe des matrices triangulaires supérieures, pour T le groupe des matrices diagonales et pour N le groupe des matrices monomiales, c'est-à-dire des matrices qui ont exactement un élément non nul dans chaque ligne et chaque colonne. Il y a n − 1 générateurs, représentés par les matrices obtenues en permutant deux lignes adjacentes d'une matrice diagonale. Le groupe de Weyl est le groupe symétrique sur n lettres.
- Plus généralement, si G est un groupe réductif défini sur un corps K alors le groupe G = G(K) admet une BN-paire dans laquelle :
  - B = P(K), où P est un sous-groupe parabolique minimal de G, et
  - N = N(K), où N est le normalisateur d'un tore maximal scindé contenu dans P[2].
- En particulier, tout groupe fini de type de Lie a la structure d'une BN-paire.
  - Sur le corps à deux éléments, le sous-groupe de Cartan est trivial dans cet exemple.
- Un groupe algébrique semi-simple simplement connexe sur un corps local a une BN-paire, où B est un sous-groupe d'Iwahori.

## Propriétés

### Décomposition de Bruhat
La décomposition de Bruhat stipule que G = BWB. Plus précisément, les doubles classes, i.e. les éléments de B\G/B, sont en bijection avec un système de représentants de W dans N.

### Sous-groupes paraboliques
Chaque sous-groupe parabolique est égal à son normalisateur dans G.
Chaque parabolique standard est de la forme BW(X)B pour une partie X de S, où W(X) désigne le sous-groupe de Coxeter engendré par X. De plus, deux paraboliques standard sont conjugués si et seulement si leurs ensembles X sont égaux. Il y a donc une bijection entre les parties de S et les paraboliques standard. Plus généralement, cette bijection s'étend aux classes de conjugaison des sous-groupes paraboliques.

### Théorème de simplicité de Tits
Les BN-paires peuvent être utilisées pour prouver que de nombreux groupes de type de Lie sont simples modulo leurs centres. Plus précisément, si G a une BN-paire telle que B est un groupe résoluble, si l'intersection de tous les conjugués de B est triviale et si l'ensemble des générateurs de W ne peut pas être décomposé en deux parties non vides qui commutent, alors G est simple chaque fois que c'est un groupe parfait. En pratique, toutes ces conditions, sauf que G est parfait, sont faciles à vérifier. Vérifier que G est parfait nécessite des calculs un peu compliqués (et de fait certains petits groupes de type de Lie ne sont pas parfaits). Cependant, montrer qu'un groupe est parfait est généralement beaucoup plus facile que de montrer qu'il est simple.